# Cernay (Vienne)
Cernay ist eine französische Gemeinde mit 478 Einwohnern (Stand 1. Januar 2022) im Département Vienne in der Region Nouvelle-Aquitaine (vor 2016 Poitou-Charentes); sie gehört zum Arrondissement Châtellerault und zum Kanton Loudun (bis 2015 Lencloître). Die Einwohner werden Cernaisiens genannt.

## Geographie
Cernay liegt etwa 19 Kilometer westnordwestlich von Châtellerault. Umgeben wird Cernay von den Nachbargemeinden Savigny-sous-Faye im Norden  sowie Doussay im Süden, Osten und Westen.

## Bevölkerungsentwicklung
| Jahr                      | 1962 | 1968 | 1975 | 1982 | 1990 | 1999 | 2006 | 2013 |
| Einwohner                 | 304  | 313  | 301  | 302  | 347  | 384  | 420  | 457  |
| Quelle: Cassini und INSEE |      |      |      |      |      |      |      |      |

## Sehenswürdigkeiten
- Kirche Notre-Dame (siehe auch: Liste der Monuments historiques in Cernay (Vienne))